# حسين دنجزلي باي
حسين دنجزلي باي هو باي قسنطينة وحاكم بايلك الشرق ضمن أيالة الجزائر في العهد العثماني. حكم مدة خلال سنة 1710 ليخلفه فيما بعد علي بن صالح باي.